# Relais 4 × 100 mètres féminin aux championnats du monde d'athlétisme 2019
Pour un article plus général, voir Championnats du monde d'athlétisme 2019.
Navigation
Londres 2017 Eugene 2021
L'épreuve du relais 4 × 100 mètres féminin des championnats du monde de 2019 se déroule les 4 et 5 octobre 2019 dans le Khalifa International Stadium, au Qatar.

## Résultats

### Finale
| Rang               | Couloir | Nation            | Athlètes                                                                  | Temps   | Notes |
| ------------------ | ------- | ----------------- | ------------------------------------------------------------------------- | ------- | ----- |
| Médaille d'or      | 4       | Jamaïque          | Natalliah Whyte Shelly-Ann Fraser-Pryce Jonielle Smith Shericka Jackson   | 41 s 44 | WL    |
| Médaille d'argent  | 6       | Royaume-Uni       | Asha Philip Dina Asher-Smith Ashleigh Nelson Daryll Neita                 | 41 s 85 | SB    |
| Médaille de bronze | 7       | États-Unis        | Dezerea Bryant Teahna Daniels Morolake Akinosun Kiara Parker              | 42 s 10 | SB    |
| 4                  | 9       | Suisse            | Ajla Del Ponte Sarah Atcho Mujinga Kambundji Salomé Kora                  | 42 s 18 | NR    |
| 5                  | 2       | Allemagne         | Lisa-Marie Kwayie Yasmin Kwadwo Jessica-Bianca Wessolly Gina Lückenkemper | 42 s 48 |       |
| 6                  | 5       | Trinité-et-Tobago | Semoy Hackett Kelly-Ann Baptiste Mauricia Prieto Kamaria Durant           | 42 s 71 | SB    |
| 7                  | 3       | Italie            | Johanelis Herrera Abreu Gloria Hooper Anna Bongiorni Irene Siragusa       | 42 s 98 |       |
|                    | 8       | Chine             | Liang Xiaojing Wei Yongli Kong Lingwei Ge Manqi                           | DQ      |       |

### Séries
Les 3 premiers de chaque série (Q) et les 2 meilleurs temps (q) se qualifient pour la finale.
| Rang | Série | Couloir | Pays              | Athlètes                                                                     | Temps   | Notes |
| ---- | ----- | ------- | ----------------- | ---------------------------------------------------------------------------- | ------- | ----- |
| 1    | 2     | 8       | Jamaïque          | Natalliah Whyte Shelly-Ann Fraser-Pryce Jonielle Smith Natasha Morrison      | 42 s 11 | Q, SB |
| 2    | 2     | 4       | Royaume-Uni       | Asha Philip Imani-Lara Lansiquot Ashleigh Nelson Daryll Neita                | 42 s 25 | Q, SB |
| 3    | 2     | 6       | Chine             | Liang Xiaojing Wei Yongli Kong Lingwei Ge Manqi                              | 42 s 36 | Q     |
| 4    | 1     | 3       | États-Unis        | Dezerea Bryant Teahna Daniels Morolake Akinosun Kiara Parker                 | 42 s 46 | Q     |
| 5    | 1     | 4       | Trinité-et-Tobago | Semoy Hackett Kelly-Ann Baptiste Reyare Thomas Kamaria Durant                | 42 s 75 | Q, SB |
| 6    | 1     | 7       | Suisse            | Ajla Del Ponte Sarah Atcho Mujinga Kambundji Salomé Kora                     | 42 s 82 | Q     |
| 7    | 2     | 2       | Allemagne         | Lisa-Marie Kwayie Yasmin Kwadwo Jessica-Bianca Wessolly Gina Lückenkemper    | 42 s 82 | q     |
| 8    | 2     | 7       | Italie            | Johanelis Herrera Abreu Gloria Hooper Anna Bongiorni Irene Siragusa          | 42 s 90 | q, NR |
| 9    | 1     | 2       | Pays-Bas          | Nargélis Statia Pieter Marije van Hunenstijn Jamile Samuel Naomi Sedney      | 43 s 01 |       |
| 10   | 2     | 3       | Nigeria           | Joy Udo-Gabriel Blessing Okagbare Mercy Ntia-Obong Rosemary Chukwuma         | 43 s 05 | SB    |
| 11   | 2     | 5       | Ghana             | Flings Owusu-Agyapong Gemma Acheampong Persis William-Mensah Halutie Hor     | 43 s 62 | SB    |
| 12   | 1     | 5       | Kazakhstan        | Rima Kashafutdinova Elina Mikhina Svetlana Golendova Olga Safronova          | 43 s 79 |       |
| 13   | 1     | 9       | Danemark          | Astrid Glenner-Frandsen Ida Karstoft Mette Graversgaard Mathilde Kramer      | 43 s 92 |       |
|      | 1     | 6       | Australie         | Melissa Breen Nana Owusu-Afriyie Maddie Coates Celeste Mucci                 | DNF     |       |
|      | 2     | 9       | Brésil            | Bruna Jessica Farias Vitória Cristina Rosa Lorraine Martins Rosângela Santos | DQ      |       |
|      | 1     | 8       | France            | Carolle Zahi Cynthia Leduc Estelle Raffai Orlann Ombissa-Dzangue             | DQ      |       |

## Légende
Records et Performances
- AR : Record continental (area record)
- CR : Record des championnats (championship record)
- MR : Record du meeting (meet record)
- NR : Record national (national record)
- OR : Record olympique (olympic record)
- PR : Record paralympique (paralympic record)
- PB : Record personnel (personal best)
- SB : Meilleure performance personnelle de la saison (season's best)
- WL : Meilleure performance mondiale de l'année (world leader)
- WJR : Record du monde junior (world junior record)
- WR : Record du monde (world record)

Circonstances et Conditions
- DNF : N'a pas terminé (did not finish)
- DNS : N'a pas pris le départ (did not start)
- DQ : Disqualification (disqualification)
- NM : Aucun essai valable enregistré (No Mark)
- Q : Qualifié « directement » au prochain tour (ou à la prochaine compétition), lors d'une compétition majeure, grâce au classement ou à la réalisation des minima (automatic qualifier)
- q : Qualifié au prochain tour (ou à la prochaine compétition), lors d'une compétition majeure, grâce au repêchage ou à la réalisation de l'une des meilleures performances parmi celles des « non qualifiés directement » (grâce au meilleur temps ou à la meilleure distance par exemple) (secondary qualifier)